# Telmatoscopus pennulus
Telmatoscopus pennulus är en tvåvingeart som beskrevs av Quate 1962. Telmatoscopus pennulus ingår i släktet Telmatoscopus och familjen fjärilsmyggor. Inga underarter finns listade i Catalogue of Life.